# Isadora Rodrigues
Isadora Aleixo Rodrigues (nascida e 25 de fevereiro de 1990, na cidade de Tesouro, no Mato Grosso) é uma ex-jogadora de vôlei brasileira. Ela tem 1.84m de altura e jogou como atacante. Ela totalizou 5 campeonatos pela Seleção Brasileira de Voleibol Feminino.

## Clubes[3]
| Clube                  | De        | Até       |
| ---------------------- | --------- | --------- |
| Grêmio de Volei Osasco | 2004-2005 | 2007-2008 |
| Sport Club do Recife   | 2008-2009 | 2008-2009 |
| Grêmio de Volei Osasco | 2009-2010 | 2009-2010 |
| São José dos Campos    | 2010-2010 | 2010-2010 |
| ALKO Bandung           | 2011-2011 | 2011-2011 |
| São Caetano            | 2011-2012 | 2012-2013 |

## Prêmios

### Seleção Brasileira
- Campeonato Sul-Americano Sub-20
  - Vencedora: 2008

### Clubes
- Campeonato Sul-Americano de Clubes
  - Vencedora: 2009
- Campeonato Brasileiro
  - Vencedora: 2010

### Prêmios individuais
- Campeonato Sul-Americano de Voleibol Feminino Sub-20 de 2008: Melhor Atacante.